# Misfile
Misfile est un webcomic créé par Chris Hazelton et commencé en mars 2004. À l'origine publié chaque lundi, mercredi et vendredi, il est désormais édité cinq fois par semaine (de lundi à vendredi).
Genre : Comedie/Drame/Action/Romance

## L'histoire
Au paradis, un département administratif particulier le "registre céleste des données" est chargé, grâce à des fichiers descriptifs constitués de séries de nombres, de maintenir la cohésion de chaque chose contenue dans notre univers.
Les données chiffrées contenues dans chaque dossier déterminent les caractéristiques de l'objet, de l'animal ou encore de la personne en question.
Cependant, en fonction du casier dans lequel sera classé un dossier, les données qu'il renferme pourront avoir une interprétation différente.
Par exemple, le chiffre qui caractérise la longueur des cheveux d'une personne caractérisera l'épaisseur de la couche de graisse d'une baleine si le dossier correspondant est placé dans le casier dédié aux cétacés.
Ainsi si un changement dans la classification d'un dossier ou des données qu'il contient, devait advenir, le système s'ajusterait en conséquence et l'univers aussi par la même occasion.
L'ange Rumisiel (fils de Gabriel, et mouton noir de sa famille céleste) est parvenu, grâce à ses relations familiales, à décrocher un emploi dans l'un des départements du "registre céleste des données", son travail consistant donc à s'assurer que les bonnes données atterrissent dans les bons dossiers et que les dossiers soient classés comme il le faut dans les bons casiers.
Malheureusement, Rumisiel qui est sujet à une certaine addiction vis-à-vis de certaines substances à la légalité douteuse, reçu un jour où il était en train de fumer du cannabis, une visite surprise de ses supérieurs hiérarchiques.
Tentant dans un mouvement désespéré de sauver les meubles et les apparences, alors que ces derniers le réprimandaient sur son laisser-aller et son manque de sérieux, au travail, il rangea à la va-vite le dossier de Ash Upton dans un mauvais casier et poussa sous le tapis quelques feuilles appartenant au dossier d'Emily McArthur.
Ce fut à ce moment-là que ses supérieurs découvrirent le joint que Rumisiel fumait juste avant leur arrivée et qu'il avait planqué en catastrophe.
La conséquence immédiate de ce fiasco fut le renvoi de Rumisiel de son travail, son bannissement sur terre pour une durée indéterminée et par voie de conséquence son incapacité à corriger les erreurs de dossier dont deux adolescents allaient bientôt se découvrir les victimes.
Ainsi, le lendemain Ash Upton un jeune garçon de 17 ans découvrit avec horreur qu'il avait été transformé en fille et que pour le reste de l'univers il avait toujours été un spécimen féminin.
Emily McArthur, une jeune fille de 18 ans, eut quant à elle la très désagréable surprise de découvrir que les deux dernières années de sa vie avaient été tout bonnement effacées, qu'elle avait désormais de nouveau 16 ans et que l'ensemble du travail qu'elle avait fourni afin d'être admise à l'université Harvard venait d'être réduit en poussières.
Prenant alors contact avec les deux jeunes gens, Rumisiel les mit au fait des raisons de leur présente situation et leur expliqua que le seul moyen à sa disposition pour rectifier le tir était de réaliser suffisamment de bonnes actions sur terre pour pouvoir ensuite récupérer son job.
Seul problème : il ne comprend rien à la façon dont les choses se passent sur terre, a toujours un léger problème de toxicomanie en plus d'une légère tendance à abuser au niveau boisson et est globalement nul pour ce qui est de réaliser de bonnes actions.
Pour couronner le tout, Ash et Emily sont les seuls en plus de Rumisiel à être conscients des changements qu'ils ont subi et sont en plus dans l'obligation de faire comme si de rien n'était car dans le cas où sa bévue serait découverte par ses anciens supérieurs, ces derniers couvriraient leurs arrières en le bannissant définitivement et en "rectifiant" les souvenirs des deux adolescents, les condamnant ainsi à faire avec la situation présente de manière définitive.
Et c'est ainsi que nous suivons les aventures de notre trio :
- Ash découvrira certains aspects de sa nouvelle vie, qu'il aurait préféré ne jamais expérimenter comme par exemple la nécessité d'utiliser des soutien-gorge, des serviettes hygiéniques, ou encore de se raser les jambes. Parallèlement à cela, il tentera de se raccrocher à son ancienne identité en s'investissant toujours plus dans ses deux passions : La mécanique et le pilotage automobile.

À noter qu'une bonne partie de l'histoire de Misfile tourne autour des courses et des duels auxquels Ash va participer.
- Emily pour sa part commencera à se poser des questions concernant l'importance des notes qu'elle ramène, le travail qu'elle a fourni pour accéder à Harvard et si entrer dans cette université en vaut la peine étant donné que le coût qu'elle a payé pour y parvenir a été le sacrifice total de son temps libre, de ses hobbies et de sa vie affective.

En conséquence de quoi elle commencera à passer de moins en moins de temps à travailler (tout en parvenant à obtenir des résultats scolaires plus que corrects) et à passer de plus en plus de temps avec Ash. Ce qui les conduira à se rapprocher au fur et à mesure de l'avancée de l'histoire.
- Rumisiel pour sa part tentera (le plus souvent vainement) de s'améliorer et de venir en aide aux deux adolescents (ce qui sera par ailleurs l'occasion de découvrir son talent naturel pour collectionner les gaffes).

## Les personnages
- Rumisiel - Ange du troisième cercle et mouton noir d'une famille céleste hautement respectée. Il était auparavant employé au "registre céleste des données" au Paradis, un job que son frère a obtenu pour lui par piston.

Il est sujet à une "légère" tendance à forcer sur certaines drogues et la boisson (ce qui d'ailleurs lui coûtera son poste).
C'est également un glandeur de première catégorie ainsi qu'un irresponsable notoire. Ajoutez à cela sa tendance naturelle à collectionner les gaffes et vous aurez une bonne idée du cauchemar auquel Ash et Emily font face.
Malgré cela, il a également (parfois) de bons moments et globalement un bon fond.
Il réside chez Ash et se fait passer pour son petit ami auprès du père et des connaissances de ce dernier.
- Ash "XR4Ti Ash" Upton - Un lycéen de 17 ans, d'un caractère affirmé et sûr de lui, fanatique de voitures et conduisant une XR4Ti turbo 1989.

Élève relativement moyen, il est par contre un pilote automobile d'exception et passe le plus clair de son temps libre à faire de la mécanique ou à participer à des courses automobiles clandestines.
D'un naturel plutôt droit, intègre et généreux, il est cependant considéré par beaucoup comme un marginal du fait de son hobby.
À cause de la bévue de Rumisiel, il est désormais coincé dans un corps féminin qu'il apprend rapidement à détester et est maintenant connu par son entourage sous le nom de "Ashley".
Il va progressivement développer des sentiments vis-à-vis d'Emily, ce qui va d'un certain côté grandement le frustrer étant donné sa situation.
- Emily McArthur - Une lycéenne de 18 ans, fraîchement admise à Harvard et ayant pour ainsi dire sacrifié toute sa vie dans ce but, poussée en cela par une mère autoritaire qui espère pouvoir satisfaire sa soif de réussite académique au travers de sa fille.

Élève brillante, elle démontre au cours de l'histoire que ses résultats scolaires ne sont pas le seul fait de son acharnement au travail mais également de capacités intellectuelles nettement au-dessus de la moyenne (qui lui permettront par exemple d'assimiler les bases de la mécanique en une seule nuit).
La bévue de Rumisiel a anéanti les fruits de ses deux dernières années de travail acharné, la renvoyant pour ainsi dire à la "case départ" en même temps que dans le corps d'une jeune fille de 16 ans.
Prenant dans un premier temps beaucoup plus mal qu'Ash leur situation, elle commencera progressivement par réaliser que rentrer à Harvard ne vaut peut-être pas la peine d'y consacrer autant d'efforts, surtout si la conséquence directe est de la rendre par ailleurs malheureuse et de faire de sa vie affective un véritable désastre.
Elle commencera à consacrer de plus en plus de temps à autre-chose que ses études, et passera par voie de conséquence de plus en plus de temps avec Ash qui parviendra à l'intéresser à la mécanique et au pilotage.
Elle partagera les sentiments que ce dernier éprouve envers elle, mais ne parviendra cependant pas à le voir comme un garçon ce qui produira chez elle un blocage.
D'un caractère relativement timide et effacé au début de l'histoire, elle gagnera en assurance au contact de Ash.
- Vashiel - Ange de la vengeance et frère de Rumisiel grâce auquel ce dernier a réussi à trouver un emploi. Prenant un congé afin de lui rendre visite, il débarque un beau jour chez Ash et s'y installe.

En tant qu'ange du second cercle, il lui est absolument impossible de mentir ou de dissimuler la vérité. À cause de cela, il est exclu qu'Ash, Emily ou Rumisiel puissent le mettre dans la confidence.
Droit, intègre, travailleur, honnête, généreux et respectueux à l'extrême du code de l'honneur de son ordre, Vashiel est le parfait opposé de son frère dont il partage cependant la capacité innée à accumuler les gaffes.
Maladroit dans ses rapports avec les femmes, il tombe rapidement amoureux de Ash et le lui avoue au pire moment possible.
Il a également une tendance assez marquée à saigner du nez lorsque des "pensées impures" traversent son esprit (ce qui lui arrive relativement souvent et plus particulièrement en présence de Ash).
- Kamikaze Kate - La meilleure pilote automobile du webcomic et accessoirement la seule personne qu'Ash craigne d'affronter. Sa sœur Angelica (une autre pilote) est morte durant une course après que d'autres coureurs l'ont fait sortir de la route. À cause de cela Kate a développé un très fort ressentiment envers tout pilote automobile et a adopté par la suite un comportement suicidaire en course.

Elle est accompagnée par le fantôme de sa sœur qui est à l'origine de ses pulsions morbides. Rumisiel parviendra à l'exorciser, permettant ainsi à Kate d'être de nouveau en paix avec elle-même.
Elle deviendra amie avec Ash qu'elle encouragera à persévérer dans sa passion.
- Le Dr. Edward Upton - 45 ans. Père de Ash ainsi qu'un célèbre et respecté gynécologue qui s'avère être extrêmement maladroit dans ses rapports avec autrui.

Il est également le gynécologue d'Emily, ce qu'il admet sans le moindre complexe en public à la grande honte de cette dernière.
Sa femme, beaucoup plus jeune que lui l'a quitté à cause de sa tendance à vouloir complètement contrôler sa vie. Il s'est alors promis de ne pas répéter la même erreur avec Ash ce qui l'a conduit à adopter une attitude froide et distante envers son fils. Cependant, il se montre beaucoup plus affectueux, proche et protecteur envers la version féminine de Ash ce qui attriste énormément ce dernier.
- La mère de Ash - Elle a quitté son mari alors qu'Ash avait seulement 3 ans.

Elle posait comme modèle pour des catalogues de lingerie féminine et travaille désormais dans la branche marketing de la même compagnie.
Ash a découvert avec surprise que sa version féminine voyait régulièrement sa mère alors que lui-même ne l'avait plus vu depuis son départ. Il se rendra compte que ce paradoxe est dû à une lettre qu'il a écrit lorsqu'il avait 13 ans mais n'osa pas poster, ce que son alter-ego féminin par contre a fait.
- James - 19 ans. Le meilleur ami de Ash et également celui qui lui a appris la mécanique et le pilotage.

Tous deux étaient inséparables jusqu'à ce que James parte en Californie dans une école privée d'ingénierie automobile l'été précédent le début de l'histoire.
Le croisant par hasard sur la route au début des vacances de fin d'année, Ash se rendra compte que les rapports que sa version féminine entretenait avec James étaient "légèrement" différents.
- Cassiel - Ange du troisième cercle et Ex-petite amie de Rumisiel avec laquelle ce dernier a vécu pendant près de 50 ans avant de rompre le jour où il s'est rendu compte qu'elle n'était sortie avec lui que pour pouvoir exploiter ses relations familiales et décrocher un job au "registre céleste des données".

Obsédée par l'idée de lui faire payer le fait de l'avoir plaquée, Cassiel n'hésite pas à descendre sur terre afin de torpiller les efforts de Rumisiel pour se racheter une conduite.
Bien qu'elle soit un ange, elle est également la nièce de Satan.
- Missie - Jeune fille apparue il y a peu de temps, Ash va d'abord penser qu'il s'agit d'un déguisement de Cassiel avant de se rendre compte de son erreur. La jeune fille est très attirée par Ash au point de lui avouer son amour et d'avoir une relation sexuelle avec elle. Ash ne supportera pas d'être la personne "soumise" du couple et rompt avec Missie mais cette dernière continue à la considérer comme sa petite amie et reste très souvent avec elle.